# Hutton, Essex
Hutton är en ort i unparished area Brentwood, i distriktet Brentwood, i grevskapet Essex, i England. Orten är belägen 5 km från Billericay. Hutton var en civil parish fram till 1934 när blev den en del av Brentwood. Civil parish hade 2 142 invånare år 1931. Byn nämndes i Domedagsboken (Domesday Book) år 1086, och kallades då Atahoi.